# Marhällan
Marhällan är en fyr på ett skär med samma namn i Ålands hav, längst ut i farleden som leder in mot Mariehamn, Åland. Fyren är svart- och rödrandig, och ligger tvärs över farleden från Kobba Klintar sett.
Innan fyren byggdes led många fartyg skeppsbrott i området, trots närheten till lotsstationen på Kobba Klintar. Bland annat förliste barken Virgo i december 1928 och barken Plus i december 1933. Fartygsvraken är idag populära dykmål.